# 滿側底蚌
滿側底蚌（学名：Pleurobema plenum），又名粗豬趾真珠蚌，是美國特有的一種淡水蚌。